# Atebella
Atebella im äthiopischen Hochland ist eine Erosionsrinne mit archäologischen und paläontologischen Stätten, die eine Vielzahl von Steinwerkzeugen aus dem mittleren Acheuleïn (vor 1,2 Millionen Jahren) hervorgebracht hat. Die Stätte wurde 1963 vom französischen Archäologen Jean Chavaillon entdeckt und gehört zum prähistorischen Melka-Kunture-Cluster, das seit 2024 UNESCO-Weltkulturerbe ist.

## Geographische Lage
Atebella liegt in der Woreda Sebata Hawas in der Sonderzone Oromia am gleichnamigen Fluss Atebella, einem Nebenfluss des Awash, etwa fünf Kilometer nordwestlich der Stadt Awash Melka und drei Kilometer flussaufwärts der archäologischen Stätte Wofi. Die Stätte grenzt an die Dörfer Roben Jirencha im Norden, Balchi Jimjima im Osten und Süden und Burro Fincha im Westen. Der zentrale Teil des Gebietes liegt auf einer Höhe von 2010 Metern über dem Meeresspiegel.

## Archäologie
Das Areal ist etwa 6,8 Hektar groß und umfasst mehrere prähistorische Stätten, die sich entlang einer durch Wassererosion freigelegten Schicht am Fuße einer Klippe des Atebella-Flusses erstrecken. Obwohl die Erforschung bereits 1963 begann, wurden noch keine Stätten ausgegraben. Probegrabungen haben eine große Anzahl an Steinwerkzeugen zutage gefördert, deren Alter auf 1,2 Millionen Jahre geschätzt wird.
Das vorherrschende Rohmaterial, das an der Fundstelle gefunden wurde, ist alkalischer Obsidian, welcher sich durch einen hohen Gehalt an Barium und niedrigen Gehalt an Zirkonium auszeichnet. Der in Atebella vorkommende Obsidian weist große Ähnlichkeiten mit dem Material der Fundstelle Balchit auf und könnte möglicherweise auch mit dem von Kella identisch sein. Die geologischen Gegebenheiten und die Typologie der Artefakte weisen starke Parallelen zu der etwa drei Kilometer entfernten Fundstelle Wofi auf.